# Ronny & Klaid
Ronny & Klaid ist eine deutsche Filmkomödie von Erkan Acar. Der Film lief erstmals am 4. Juli 2018 auf dem Filmfest München und startete am 10. Oktober 2019 bundesweit in den Kinos.

## Handlung
Die Berliner Buddys Ronny und Khalid, genannt Klaid, versuchen mit ihrem Kiez-Kiosk über die Runden zu kommen. Während sich Ronny Hals über Kopf in die Tochter des lokalen Mafiabosses verliebt, verliert Klaid ein Vermögen an dessen Roulette-Tisch. Den beiden bleibt nur eine Woche, um das Geld aufzutreiben und die Gangster zu bezahlen.
Auf einer Website lesen sie, dass jeder zehnte Deutsche Millionär ist. Klare Sache: Es müssen also nur die nächsten zehn Späti-Kunden entführt werden. Klingt nach einem (fast) perfekten Plan.

## Entstehung
Ronny & Klaid ist eine unabhängige Produktion von dropkick pictures & Mavie Films sowie des unabhängigen Produzenten Alexander von Reden. Die beiden Firmen hatten bereits zusammen an dem Überraschungserfolg Schneeflöckchen (2017) mitgewirkt.

## Kritiken
„Deutsche Komödie? Geht doch! […] Eine wahre Feier des Klischees und Überklischees.“